# Matti Wuori

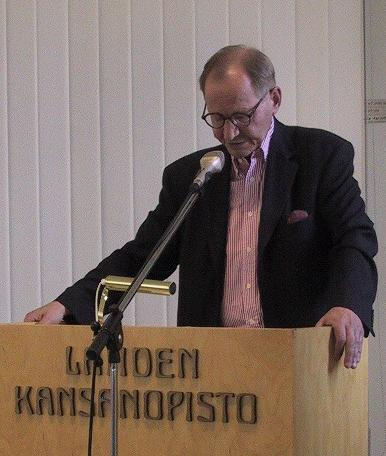
Matti Wuori

Matti Ossian Wuori, född 15 juli 1945 i Helsingfors, död där 15 oktober 2005, var en finländsk jurist och samhällskritiker.
Wuori blev juris kandidat 1979. Han framträdde på 1960-talet som försvarsadvokat för personer inom olika radikala rörelser, bland annat värnpliktsvägraren Erik Schüller. Han verkade sedermera som advokat i Helsingfors och satt 1999–2004 i Europaparlamentet, invald som oberoende på de grönas listor.
Wuori engagerade sig i miljö- och människorättsfrågor och var med om att etablera Greenpeace i Finland samt verkade 1989–1998 som dess förste ordförande; 1991–1993 var han ordförande för Greenpeace International. Han var därtill bland annat 1996–1998 medlem av den sydafrikanska sanningskommissionen. Han utgav flera böcker, bland annat Faustin uni (1995), ett debattinlägg om den västerländska kulturens kris, Human rights in the world and EU policy 2001 (2002) och den postuma Kaikki on totta (2005), en samling essäer och tal.